# Stillstand (Kirchenpflege)
Als Stillstand wurde in der deutschsprachigen Schweiz ein Gremium der evangelisch-reformierten Landeskirche bezeichnet, das zusammen mit dem Pfarrer über anstehende kirchliche Geschäfte beriet und Entschlüsse fasste. 
Der seit dem frühen 17. Jahrhundert bezeugte Stillstand hatte über den Kirchenbesuch zu wachen, sorgte für Ruhe und Ordnung während des Gottesdienstes, hatte über Ehen und Kinder ein wachsames Auge zu halten und versuchte, Müssiggänger, Trinker und Spieler wieder auf den rechten Weg zu bringen.
Die Bezeichnung Stillstand rührt daher, dass seine Mitglieder jeweils am ersten Sonntag des Monats nach dem Gottesdienst beim Taufstein in der Kirche stehen und warten mussten, bis sie sich mit dem Pfarrer beraten konnten. Nach dem Umsturz der politischen Verhältnisse wurden 1798 seine Aufgabenbereiche auf rein kirchliche Angelegenheiten beschränkt. In der zweiten Hälfte des 19. Jahrhunderts  wurde der Stillstand durch die Kirchenpflege ersetzt.